# Sébastien Dori-Galigaï
Sébastien Dori-Galigaï, mort en 1621 à l'abbaye du bois de Nottonville (28), est un prélat français du XVIIe siècle. Il est le frère de Léonora Dori, la confidente de Marie de Médicis.
Sébastien Dori-Galigaï est élu abbé de l'abbaye de Marmoutier (Tours) en 1610. Son beau-frère, le maréchal d'Ancre fait nommer Sébastien archevêque de Tours en 1617 (pas sacré il n'a pas pris possession du siège). Il donne sa démission la même année, après la mort de son beau-frère, et se retire au prieuré de Nottonville.